# Paskudy (wieś)
Paskudy – wieś w Polsce położona w województwie lubelskim, w powiecie radzyńskim, w gminie Ulan-Majorat.
Wieś jest sołectwem w gminie Ulan-Majorat. Według Narodowego Spisu Powszechnego z roku 2011 wieś liczyła 408 mieszkańców.
Wierni Kościoła rzymskokatolickiego należą do parafii św. Małgorzaty w Ulanie-Majoracie.

## Położenie
W latach 1975–1998 miejscowość administracyjnie należała do województwa bialskopodlaskiego.

## Historia
Paskudy to nazwa odzwierciedlająca prawdopodobnie niezbyt korzystne ukształtowanie terenu. Legenda mówi, że mieszkańcy nazywali swą miejscowość Zieloną Dąbrową do czasu aż przejeżdżał tędy możny pan. Jego karoca utknęła na gliniastej drodze, wtedy zdenerwowany wykrzyknął: „Toż to Paskudy a nie Zielona Dąbrowa!...”, I tak pozostało do dzisiaj.
Według przypuszczeń wieś założyli osadnicy mazowieccy. Nazwę po raz pierwszy zapisano w Łukowskich księgach podkomorskich na początku XVI wieku.
Na terenie wsi znajduje się remiza strażacka OSP Paskudy. Na zachodzie wsi znajduje się także szkoła podstawowa.

## Demografia
Liczba ludności (2009) – 417

Kobiety: 204

Mężczyźni: 213